# Brustem
Brustem est une section de la ville belge de Saint-Trond située en Région flamande dans la province de Limbourg .C'était une commune à part entière avant la fusion des communes de 1977. Avant de devenir une section de Saint-Trond lors de la fusion des communes de 1977 les communes de Alost et Ordingen furent annexées lors de la fusion des communes de 1971.

## Démographie

### Évolution démographique: Avant la fusion des communes
- Sources : INS, Rem. : 1831 jusqu'en 1961 = recensements

### Évolution démographique de la commune fusionnée
Graphe de l'évolution de la population de la commune. Les données ci-après intègrent les anciennes communes dans les données avant la fusion de 1971.
- Sources : INS, Rem. : 1831 jusqu'en 1970 = recensements, 1976= nombre d'habitants au 31 décembre.
- 1976: Scission en 1971 des hameaux de Kortenbos (à Kozen) et Terstok (à Zepperen)

## Histoire
Le 28 octobre 1467 eut lieu la bataille de Brustem durant la Seconde Guerre de Liège.